# Cardenal Mazarino
Jules Raymond Mazarin (nacido como Giulio Raimondo Mazarini o Mazzarini o Mazarino), más conocido como el cardenal Mazarino (Pescina, Abruzos, 14 de julio de 1602-Vincennes, 9 de marzo de 1661), fue un hábil diplomático, cardenal y político italiano, primero al servicio del papa y más tarde al servicio de los reyes de Francia Luis XIII y Luis XIV. Fue el sucesor del cardenal Richelieu como ministro principal de Francia (cargo equivalente al primer ministro moderno).
Mazarino, quien no era sacerdote, obtuvo el nombramiento de cardenal a propuesta del rey Luis XIII, por los servicios prestados a la monarquía.

## Comienzos
Mazarino nació el 14 de julio de 1602 en la abadía de Pescina (en la época de posesión española), en los Abruzzos, al este de Italia. Su madre, Hortensia Bufalini, pertenecía a una familia noble de Città di Castello, en Umbría. Su padre, Pietro Mazzarini, de origen siciliano, estaba al servicio de la poderosa familia romana de los Colonna. La pareja tuvo seis hijos, cuatro mujeres y dos varones, de los que Julio era el mayor. Su hermano menor, Miguel, fue ordenado sacerdote y con el tiempo llegó a obispo de Aix.

## Estudios
A pesar de haber nacido en Pescina se trasladó pronto a Roma, donde recibió su educación. Mazarino se formó con los jesuitas en el Colegio Romano, a donde fue enviado con siete años, y se mostró como un alumno brillante y un joven con encanto para sus profesores y condiscípulos.
Acabados sus estudios, con unos dieciséis años, comenzó una época disipada, por lo que sus padres, gracias al patronazgo nuevamente de los Colonna, lo enviaron a estudiar derecho canónico a España, a la Universidad de Alcalá de Henares. Durante sus tres años de estancia en la península ibérica aprendió el castellano a la perfección, habilidad que más tarde le sería de gran utilidad. Aún libertino, se enamoró de una española y, a punto de casarse, fue engañado para regresar a Italia para evitar la boda por su compañero de estudios Girolamo Colonna, hijo de su patrón, el condestable de Nápoles. De vuelta en Italia completó sus estudios.

## Militar
Adjudicada la administración militar de la Valtelina al papa, este reclutó un ejército para ocupar la región y Mazarino fue nombrado capitán de las nuevas tropas formadas, pasando por las guarniciones de Loreto y Ancona. Habiendo logrado hacerse nombrar para un puesto de ayudante del general del Ejército pontificio, pronto se hizo imprescindible en los tratos con franceses y españoles, recorriendo todo el norte de Italia en misiones de enlace y como negociador entre las partes interesadas en el control de la región.
Retiradas las tropas pontificias tras el Tratado de Monzón en 1626, Mazarino pasa a Ferrara, desde donde viaja a menudo a Roma como enviado de su superior para informar a la corte y donde entra en contacto con el cardenal Bentivoglio, representante de los intereses de Francia en la ciudad. Ganado el favor de este, Bentivoglio lo recomendó al cardenal ministro, Francisco Barberini, que lo envió como secretario de la legación pontificia en Lombardía.

## Negociador papal
A su regreso a Roma, reanudó sus estudios, esta vez de Derecho. En 1628 recibió el título de doctor in utroque jure, lo que significaba que podía ejercer tanto el derecho civil como el canónico. Ese mismo año Ferdinando II, emperador de los Habsburgo, reclamó un territorio pontificio, la Valtellina, en los Alpes italianos. El papa Urbano VIII levantó un ejército para defender su territorio. El Príncipe de Palestrina, que también era miembro de la familia Colonna, comandaba un nuevo regimiento del ejército papal, e invitó a Giulio a convertirse en teniente del regimiento. Como ni el regimiento ni Giulio tenían experiencia militar, fueron destinados a una ciudad alejada del frente. Giulio sabía poco de disciplina militar. Recibió un mensaje de Roma informándole de que su madre estaba gravemente enferma. Sin pedir permiso a su comandante, cabalgó inmediatamente a Roma y permaneció allí hasta que su madre se recuperó. Fue convocado ante el Papa Urbano VIII para explicarle por qué había abandonado su puesto. Se arrojó a los pies del Papa y suplicó ser perdonado por su exceso de lealtad a su familia. El Papa quedó impresionado por la espontaneidad y elocuencia de Giulio, le perdonó la deserción y le invitó a convertirse en emisario papal.
En 1628, Mazarino fue nombrado secretario de Jean-François Sacchetti, un alto diplomático papal, que intentaba evitar la inminente Guerra de Sucesión Mantuana entre los ejércitos de Francia y España por el dominio de esa región del norte de Italia. A lo largo de 1629 y 1630 viajó entre Milán, Mantua, Turín, Casale y Francia, intentando encontrar una solución a la crisis antes de que comenzaran los combates. Éste se convirtió, a lo largo de su carrera, en su método habitual de diplomacia: viajar continuamente, conocer y ganarse la confianza del mayor número posible de personas con poder de decisión. Durante este tiempo llegó a conocer al cardenal Francesco Barberini, jefe de la diplomacia del papado, y, lo que es más importante, al cardenal Richelieu de Francia, su futuro mentor, a quien conoció por primera vez en Lyon el 29 de enero de 1630. Richelieu se mostró distante y enfrentado; escribió después: "Este Mazarini está aquí más para espiar que para negociar.... Es tan español y tan saboyano que lo que dice no debe tomarse como verdad evangélica."

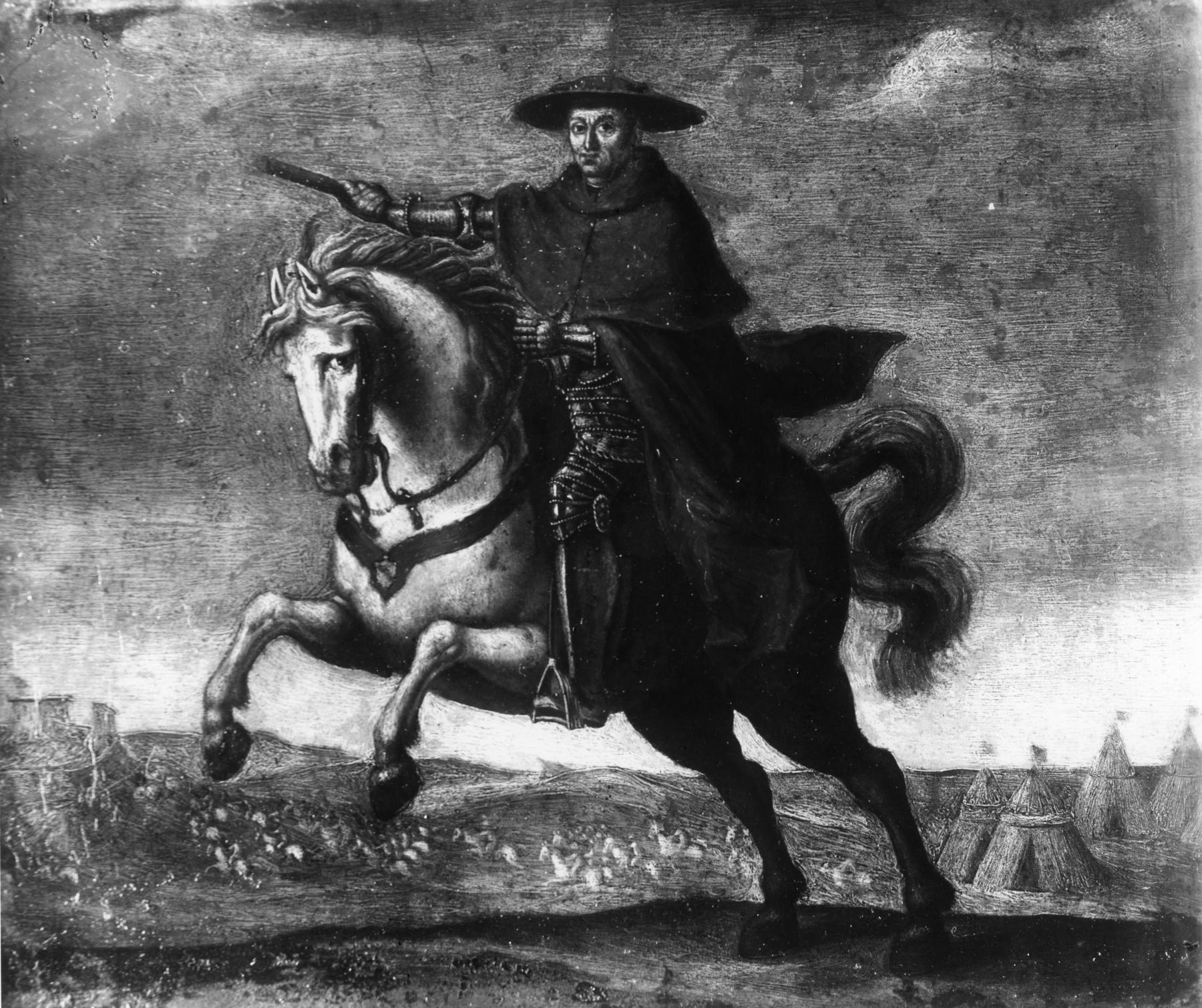
Mazarino llevando el acuerdo de paz a los ejércitos en Casale, gritando "¡Paz! Paz!" (grabado del).

En un primer momento, Richelieu decidió ignorar la diplomacia de Mazarino y enviar el ejército francés a Italia cruzando los Alpes. El 26 de octubre de 1630, los ejércitos francés y español se reunieron frente a las murallas de la ciudad de Casale, en manos francesas, dispuestos a combatir. De repente, apareció un hombre a caballo con una bandera, galopando hacia ellos y gritando "¡Pace! ¡Pace! ("¡Paz! ¡Paz!") Era Mazarino, portador de un acuerdo del comandante español para evacuar a sus soldados de la ciudad si los franceses dejaban Montferrat a Carlos Gonzaga, duque de Mantua. Mazarino reunió a los comandantes españoles y franceses y les explicó los términos del acuerdo, que fueron aceptados de buen grado por ambas partes. Mazarino había logrado su primer éxito diplomático.
El resultado de los primeros esfuerzos diplomáticos de Mazarino fue el Tratado de Cherasco, el 6 de abril de 1631, en el que el Emperador y duque de Saboya reconocían la posesión de Mantua y parte de Monferrat por Carlos Gonzaga y la ocupación francesa de la estratégica plaza fuerte de Pinerolo, puerta del valle del Po, para gran satisfacción de Richelieu y del rey Luis XIII de Francia.
El Papa envió a Mazarino a París a principios de 1631 para ultimar los detalles del acuerdo. Regresó de nuevo a Francia de abril a julio de 1632. Tuvo su primera entrevista con Luis XIII y con la reina, Ana de Austria, en mayo de 1632. Intentó convencer a Luis XIII de que enviara una expedición militar para capturar Ginebra, la fortaleza del movimiento protestante, pero el Rey, que mantenía buenas relaciones con los cantones suizos, rechazó la idea. Mazarino regresó a Roma en noviembre de 1632, e hizo un nuevo amigo y aliado, Antonio Barberini, sobrino del Papa y uno de sus principales diplomáticos, y su hermano mayor, Francesco Barberini, el cardenal secretario de Estado. Con su ayuda, se estableció como guardián de los intereses franceses en Roma, y luego de los intereses papales en Francia. En 1632, fue nombrado vicelegado papal en Aviñón, nombrado prelado y comenzó a vestir el traje eclesiástico, aunque no era ni llegó a ser sacerdote.

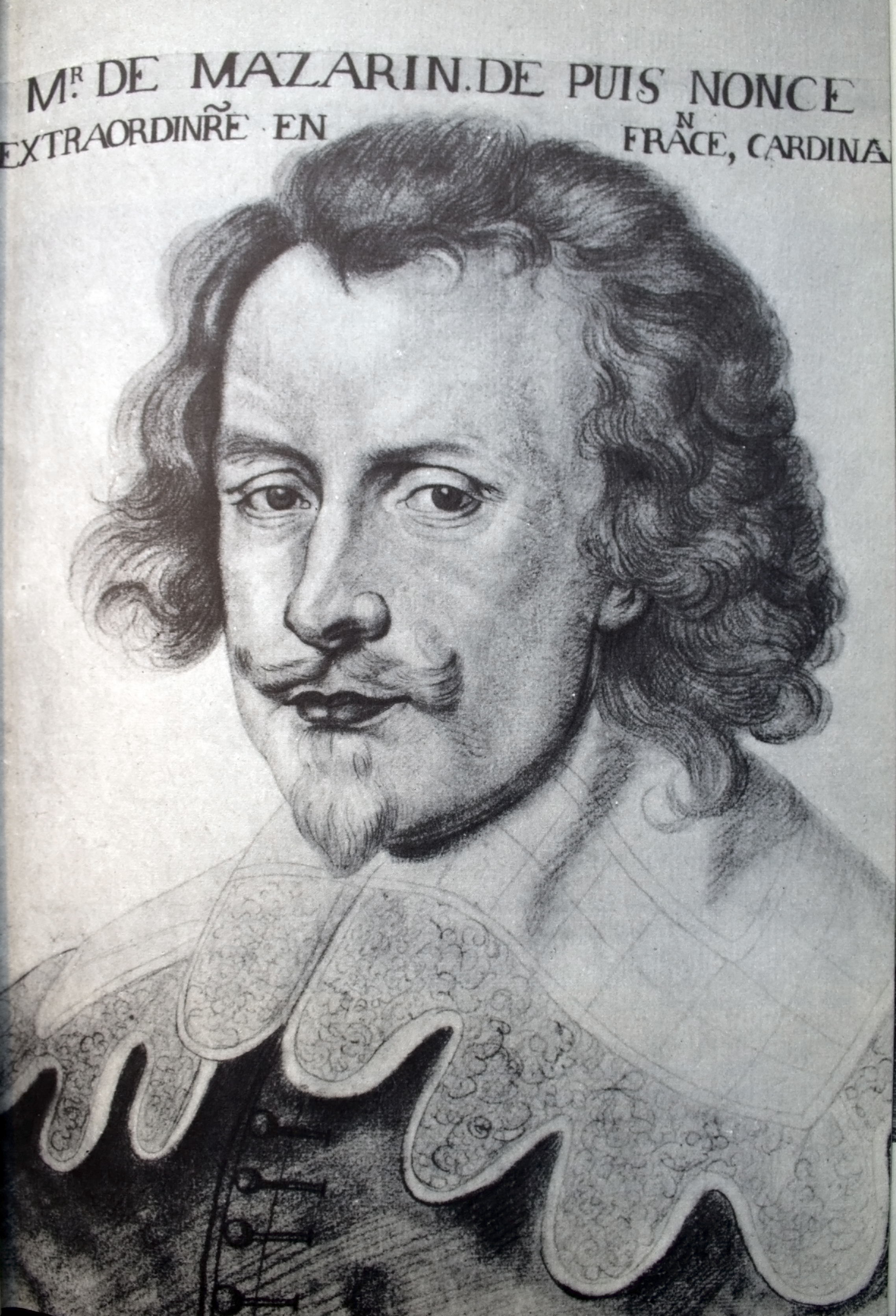
Mazarino como enviado papal en París (1632).

Durante su estancia en Roma, Mazarino envió regularmente regalos de flores, perfumes y manjares a las mujeres de la corte francesa, y regalos más valiosos, como estatuas y pinturas renacentistas, a Richelieu. En 1634 fue nombrado nuncio extraordinario en París por Urbano VIII, y se le encomendó la misión de persuadir a Luis XIII para que emprendiera una gran cruzada naval contra los turcos. El objetivo era crear una flota combinada de los barcos de las naciones cristianas para apoderarse de los puertos turcos en torno al Mediterráneo. Mazarino, realista, sabía que, dadas las rivalidades entre las potencias europeas, este proyecto nunca se llevaría a cabo.
El 19 de mayo de 1635 se produjo una nueva crisis: Francia declaró la guerra a los Habsburgo de Austria y España. Mazarino escribió más tarde que había hecho todo lo posible por persuadir a Richelieu para evitar una guerra. Escribió que en marzo de 1635 le dio a Richelieu todas sus razones para mantener la paz. "Su Eminencia me dijo, mientras se levantaba", escribió Mazarino, "que yo cortejaba a la Paz como si fuera la mujer de mis sueños. Luego me estrechó la mano y concluyó: "Ya no estáis del lado de Francia"".  Mazarino regresó a Aviñón el 7 de abril de 1636.
Durante todas sus negociaciones, Mazarino tuvo mucho cuidado de no ser demasiado crítico con la corte francesa y Richelieu, y se mantuvieron en contacto. En noviembre de 1636 abandonó Aviñón para regresar a Roma, llevando instrucciones de Richelieu que le convertían en un discreto embajador del rey de Francia.
El ambiente dentro de la curia papal era hostil a Francia y a Richelieu; los sacerdotes españoles ocupaban muchos puestos en la jerarquía y le consideraban, con razón, un agente de Francia. Cuando el Papa se negó a enviarle de vuelta a Francia, o a representar al papado en una conferencia de paz, escribió: "No soy súbdito del rey de Francia, pero creo que puedo decir con verdad que las declaraciones de los españoles me han declarado francés, de modo que con justicia se puede decir que Francia es mi país".
Su posición en Roma era cada vez más difícil. Contaba con el afecto del papa Urbano VIII, pero no era del agrado del cardenal Barberini, jefe de la diplomacia papal, ni del numeroso contingente de españoles de la casa pontificia. Dedicó su tiempo a coleccionar esculturas y otras obras de arte que envió a Richelieu para el nuevo palacio del cardenal en París. Se planteó servir a los gobernantes de Saboya, Polonia o a la reina Enriqueta de Inglaterra, pero al final decidió entrar al servicio de Richelieu y de Francia. Sin embargo, Richelieu no tenía prisa por traerlo a París; valoraba las contribuciones diplomáticas que Mazarino estaba haciendo en Roma, así como los tesoros artísticos que estaba adquiriendo. Mantuvo a Mazarino en Roma dos años más. Richelieu hizo un favor importante a Mazarino: en octubre de 1638 propuso el nombre de Mazarino como candidato a cardenal cuando se produjera la siguiente vacante. En diciembre de 1638, cuando murió un cardenal en ejercicio, Mazarino fue nombrado cardenal. Tuvo que esperar todo el año 1639 antes de que su nuevo cargo fuera confirmado. Entonces, el 14 de diciembre de 1639, partió de Roma hacia el puerto de Civitavecchia, embarcó en un navío francés armado hacia Marsella, y luego viajó desde Lyon a París, donde llegó el 5 de enero de 1640.

## Cardenal y lugarteniente de Richelieu

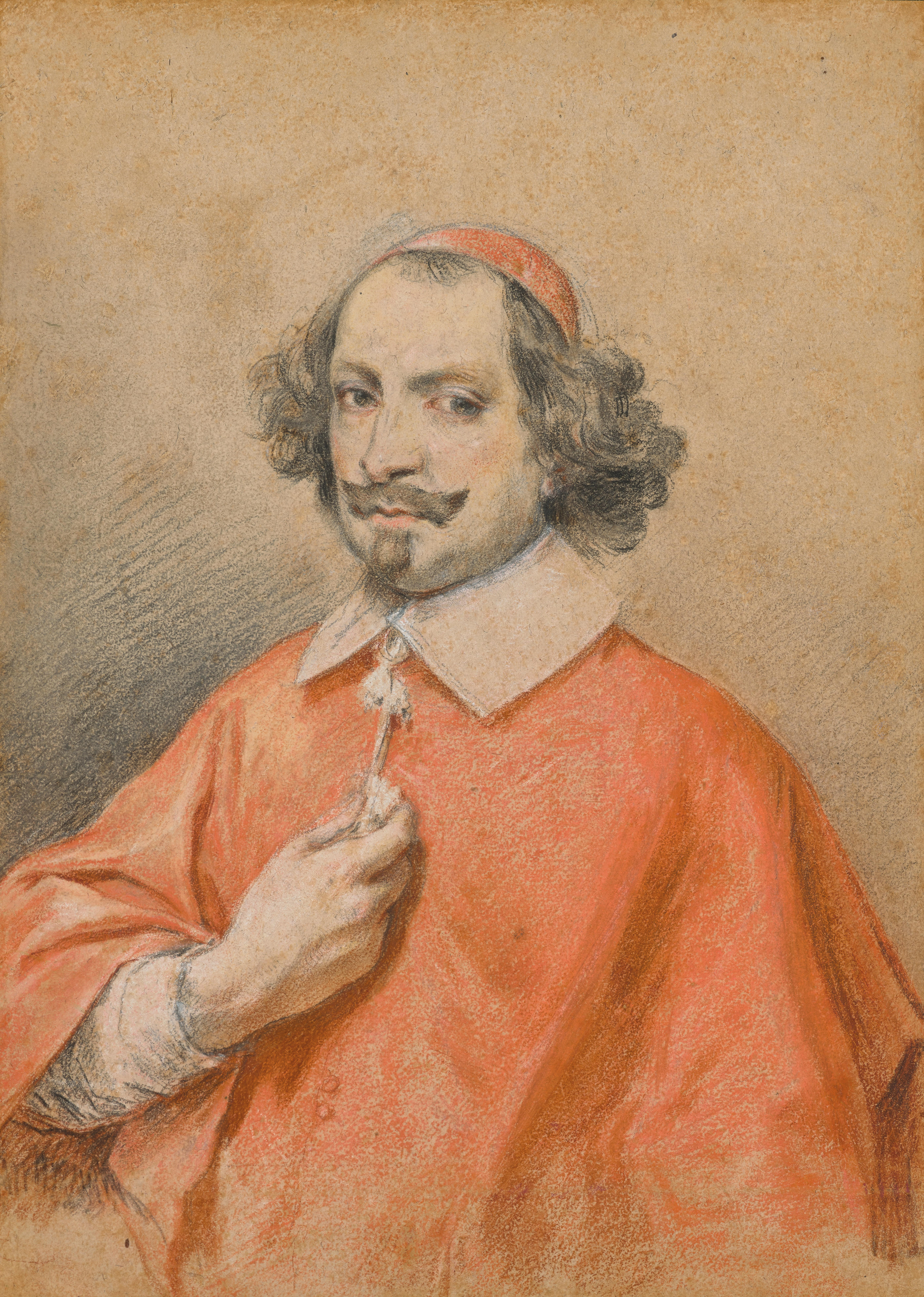
Retrato del cardenal Jules Mazarino por Simon Vouet (antes de 1649, colección privada).

Cuando llegó a París, Mazarino fue recibido calurosamente por el rey, por Richelieu y por la reina, Ana de Austria, a quien Mazarino, del que se decía que era el hombre más rico de Francia en oro, había enviado regularmente perfumes, abanicos, guantes y otros regalos. La reina estaba entonces embarazada de su segundo hijo, y ya se preveía que sería la regente cuando muriera el rey Luis XIII. Mazarino asesoró a Richelieu tanto en asuntos políticos como culturales. Recomendó artistas para traer de Roma a París, y en 1640 encargó un busto de Richelieu al escultor Bernini en Roma, enviando a Bernini retratos de Richelieu. El busto de Richelieu llegó en agosto de 1641. Mazarino declaró que era perfecto, tan realista que, según escribió, "parecía a punto de hablar", pero el gusto francés no aprobaba el estilo barroco. Los demás miembros de la Corte condenaron la obra, y Mazarino volvió a escribir a Bernini, enviándole más cuadros de Richelieu y pidiéndole que lo intentara de nuevo.
Richelieu envió a Mazarino en varias misiones diplomáticas delicadas, incluyendo un largo viaje a Saboya para enderezar los enredados asuntos políticos allí: la regencia de Cristina, duquesa de Saboya y hermana de Luis XIII, fue desafiada por sus cuñados, los príncipes Mauricio y Thomas de Saboya. (Véase Guerra Civil Piamontesa) Mazarino consiguió asegurar la posición de Cristina y estableció una sólida alianza entre Saboya y Francia.  Esta tarea le mantuvo alejado de París durante nueve meses, hasta junio de 1641. El 16 de diciembre de 1641, aunque no había cumplido los cuarenta años, recibió lo que más deseaba, fue nombrado formalmente cardenal.
El había establecido una relación cordial con Richelieu; éste se refería a él bromeando como Rinzama (un anagrama de su nombre), o Nunzinicardo ("querido pequeño enviado"), o, más frecuentemente, Colmarduccio, o Colmardo.  Cuando le preguntaron qué significaba, lo tradujo al francés como Frère Coupechou, término con el que se designaba a un monje candidato menor al que se asignaba la tarea de picar coles en la cocina de la abadía. Sin embargo, no envió a Mazarino a la misión que más deseaba, como delegado de Francia en una conferencia de paz a escala europea. La atención de Richelieu se dedicó a hacer la guerra; Richelieu, que era anciano y tenía mala salud, llevó al rey, que también tenía mala salud, a la corte y a Mazarino en una serie de largas expediciones militares, para reprimir una rebelión en Cataluña, capturar Rosellón y, en enero de 1642, sitiar Narbona.
El 11 de junio de 1642, mientras se encontraba en Tarascon en una de las largas expediciones militares, a Mazarino se le presentaron pruebas de que Gaston, duque de Orléans, hermano de Luis XIII, y el marqués de Cinq-Mars, uno de los consejeros más cercanos del rey, habían hecho un acuerdo secreto con el rey de España, sin el conocimiento de Richelieu o del rey.  Parece probable que la reina, Ana de Austria, también estuviera al corriente de esta traición secreta a Richelieu, pero no se lo comunicó ni a él ni al Rey. Cinq-Mars fue arrestado, Gaston cayó en desgracia, y a otro conspirador, el duque de Bouillon, se le concedió el indulto con la condición de revelar todos los detalles del complot a Mazarino, y entregar la importante fortaleza del Sedan al Rey. Mazarino no reveló la participación de la reina en la conspiración, pero su conocimiento le dio aún mayor influencia en la corte. La destrucción de la conspiración contra el Rey fue uno de los últimos actos del cardenal Richelieu. Enfermó y murió el 4 de diciembre de 1642.

## Ministro principal de Francia - Diplomacia

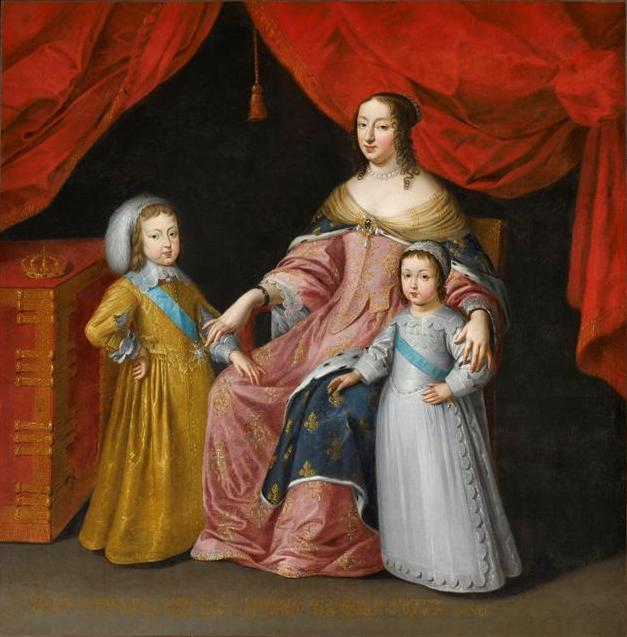
Ana de Austria con sus hijos Luis XIV de Francia y Felipe, duque de Orleans (artista desconocido).

La sucesión de Mazarino en el cargo de ministro principal de Luis XIII no fue automática ni inmediata. A pesar de los relatos de algunos historiadores posteriores, Richelieu no nombró sucesor a Mazarino.  Richelieu, según el propio Mazarino, aconsejó al rey que empleara a Mazarino, que hasta ese momento no tenía ningún cargo oficial en la Corte.
Tras la muerte de Richelieu, Luis XIII nombró a tres personalidades para que le asesoraran; François Sublet de Noyers, Léon Bouthillier, conde de Chavigny y Mazarino. Mazarino y de Chavigny se unieron inmediatamente para deshacerse de Noyers. Le insinuaron al rey que de Noyers había llegado a un acuerdo secreto con Ana de Austria para convertirla en regente de Francia tras la muerte del rey. El rey, que sentía poco amor por la reina y en su testamento se había negado a hacerla su regente, se enfureció; de Noyers se vio obligado a dimitir el 10 de abril de 1643.
Luis XIII murió el 14 de mayo de 1643, sólo cinco meses después que Richelieu. Su sucesor, Luis XIV, sólo tenía cuatro años.  El rey había dado instrucciones específicas para que su esposa, Ana de Austria, no gobernara en su lugar como regente. Sin embargo, tan pronto como murió, ella se dirigió al cuerpo de nobles conocido como el Parlamento de París, y consiguió que se anulara su testamento. Fue declarada regente el 18 de mayo.  La reina sentía una especial aversión por Chavigny, el otro consejero principal elegido por Luis XIII.  Había estado cerca de Richelieu y era el único rival real en experiencia de Mazarino.  La noche en que se convirtió en regente, declaró que Mazarino sería su ministro principal y jefe de su gobierno.
El estilo de gestión de Mazarino era totalmente diferente al de Richelieu.  El contraste fue descrito por el Cardenal Retz, futuro enemigo de Mazarino, en sus Memorias: "Uno veía en los escalones del trono, donde el agudo y temible Richelieu había tronado en lugar de gobernar al pueblo, a un líder que es gentil, benevolente, y no exige nada... Tiene el espíritu, la insinuación, el juego, los modales, pero también una cierta pereza...."
El cardenal Retz y otros rivales de la corte subestimaron las habilidades, la energía y la determinación de Mazarino. Mazarino continuó la costosa guerra de Richelieu contra los principales rivales de Francia en Europa, los Habsburgo de Austria y España. Las victorias de Luis II Condé y Enrique Turenne llevaron finalmente a Austria a la mesa de negociaciones y pusieron fin a la Guerra de los Treinta Años con la Paz de Westfalia (1646-48).
La política de Mazarino también incorporó Alsacia (aunque no Estrasburgo) a Francia. Asentó a príncipes protestantes en obispados y abadías secularizados en recompensa por su oposición política a los Habsburgo, construyendo una red de influencia francesa como amortiguador en la parte occidental del Imperio. En 1657 intentó que Luis XIV fuera elegido emperador del Sacro Imperio Romano Germánico. En 1658 formó la Liga del Rin, destinada a frenar a la Casa de Austria en Alemania central. En 1659 firmó la paz con la España de los Habsburgo en la Paz de los Pirineos, que añadió al territorio francés el Rosellón y el norte de Cerdaña -como Cerdaña francesa- en el extremo sur, así como parte de los Países Bajos.
Con respecto al protestantismo en el interior, Mazarino siguió una política de promesas y retrasos calculados para desactivar la insurrección armada de Ardèche (1653), por ejemplo, y para mantener desarmados a los hugonotes: durante seis años creyeron estar en vísperas de recuperar las protecciones del Edicto de Nantes, pero al final no obtuvieron nada.
Hubo constantes fricciones con el pontificado del cardenal español Pamphilj, elegido Papa el 15 de septiembre de 1644 como Inocencio X. Mazarino protegió a los cardenales Barberini, sobrinos del difunto Papa, y la bula contra ellos fue votada por el Parlamento de París como "nula y abusiva"; Francia hizo ademán de prepararse para tomar Aviñón por la fuerza, e Inocencio dio marcha atrás. Mazarino fue más sistemáticamente enemigo del jansenismo, en particular durante la controversia de los formularios, más por sus implicaciones políticas que por teología. En su lecho de muerte advirtió al joven Luis "que no tolerara a la secta jansenista, ni siquiera su nombre". Tras su muerte, Luis XIV no nombró un nuevo ministro principal y, en su lugar, gobernó él mismo, marcando el comienzo de una nueva era de gobierno centralizado en Francia.

## Legado
Además de su herencia en el ámbito político (Jean-Baptiste Colbert fue secretario personal de Mazarino y su sucesor), Mazarino legó al rey todos sus bienes, que se calculan como la mayor fortuna privada del Antiguo Régimen, doblando incluso la que había amasado su predecesor, Richelieu: 35 millones de libras, 8 millones de las cuales en efectivo (tanto como los fondos del Banco de Ámsterdam, el banco más importante de la época), depositadas en distintas ciudades. El desmesurado enriquecimiento del cardenal se produjo en menos de diez años (1652-1661), se supone que sobre todo a base de especular con los fondos del Estado o el valor de las monedas, y con jugosas comisiones obtenidas, a través de testaferros, sobre el aprovisionamiento de los ejércitos. El joven rey tardó tres días en aceptar formalmente la herencia, pero al poco la devolvió a sus herederos. En su testamento, Mazarino ordenó también la creación del Colegio de Cuatro Naciones, que con el tiempo se convertiría en el Instituto de Francia.

## Obra
- Mazarin, Jules (2007). Breviario de los políticos. El Acantilado. ISBN 978-84-96489-98-1.
- María Blanco (2024), La política del disimulo, seguido del Breviario para políticos del cardenal Mazarino traducido por Alberto Torrego, Madrid, Editorial Rosamerón, 2024 (304 p.)